# جيمس إم. كريغتون
جيمس إم. كريغتون (بالإنجليزية: James M. Creighton)‏ هو مهندس معماري أمريكي، ولد في 4 سبتمبر 1856 في ميراميتشي ‏ في كندا، وتوفي في 25 نوفمبر 1946.